# مزدوج مختلط

نمایش هندسی یک عدد مختلط و مزدوج آن در صفحهٔ مختلط.

مزدوج مختلط یا هم‌یوغ هم‌تافت (به انگلیسی: Complex Conjugate) یک عدد مختلط، عدد مختلطی است که علامت قسمت موهومی آن معکوس شده است.
در منابع مختلف برای نشان دادن نماد هم‌یوغ هم‌تافت از {\displaystyle {\overline {z}}} یا {\displaystyle z^{*}} استفاده میشود.
بنابراین، مزدوج عدد مختلط {\displaystyle z=a+ib\,} (که {\displaystyle a} و {\displaystyle b} دو عدد حقیقی هستند)، برابر است با: {\displaystyle {\overline {z}}=a-ib\,}.
مثال:
- {\displaystyle {\overline {(3-2i)}}=3+2i}
- {\displaystyle {\overline {7}}=7}
- {\displaystyle {\overline {i}}=-i.}

در صفحهٔ مختلط، مزدوج یک عدد مختلط، بازتاب نقطهٔ متناظر با آن نسبت به محور حقیقی (محور x) است. در فرم قطبی، مزدوج {\displaystyle re^{i\phi }} برابر است با {\displaystyle re^{-i\phi }}.